# Cariblatta baiana
Cariblatta baiana är en kackerlacksart som beskrevs av Rocha e Silva 1973. Cariblatta baiana ingår i släktet Cariblatta och familjen småkackerlackor. Inga underarter finns listade.